# سیارک ۱۰۲۹۳
سیارک ۱۰۲۹۳ (به انگلیسی: 10293 Pribina، نامگذاری:1986TU6) ده هزار و دویست و نود و سومین سیارک کشف شده‌است که در ۵ اکتبر ۱۹۸۶ کشف شد.
قدر مطلق سیارک برابر ۵۳٫۶ است.